# Глух, Светлана Петровна
Светлана Петровна Глух (в девичестве Черношей-Глух; род. 11 августа 1945 года, Чернигов) — украинская пианистка и педагог. Народная артистка Украины (1997).

## Биография
Светлана Петровна Глух родилась 11 августа 1945 года в городе Чернигове. Училась в Киевском училище имени Рейнгольда Глиэра у преподавателя М. И. Кузьмина.
В 1970 году окончила Киевскую консерваторию (ныне Национальная музыкальная академия Украины имени П. И. Чайковского) по классу педагога А. Г. Холодной.
По окончании консерватории, с 1970 по 1995 год работала в Киеве концертмейстером и солисткой Национальной филармонии Украины.
Одновременно, с 1980 года занимается преподавательской деятельностью в Национальной музыкальной академии Украины имени Петра Чайковского. С 1999 года имеет ученое звание профессора консерватории, руководит программой «Новые имена Украины» Украинского фонда культуры .
Светлана Петровна Глух выступает в фортепианном дуэте с Нелидой Афанасьевой, в репертуаре которого произведения зарубежных и современных композиторов, в частности Моцарта, Брамса, Шопена, Сильванского, Дычко, Кирейко. О дуэте снят фильм «Настроения» (режиссер Юрий Суярко).
Гастролировала в США, Нидерландах, Германии и других странах. Имеет записи на телевидении, на грампластинки.

## Награды и звания
- Народная артистка Украины (1997)